# Nathan Van Hooydonck
Nathan Van Hooydonck, né le 12 octobre 1995 à Gooreind (nl), est un coureur cycliste belge, professionnel entre 2017 et 2023.

## Biographie
Neveu d'Edwig Van Hooydonck, il est passé par BMC Development, l'équipe réserve de la formation World Tour BMC Racing, il signe un contrat avec cette dernière pour rejoindre l'équipe à partir du mois de mai 2017.
Le 12 septembre 2023, le coureur cycliste est victime d'un grave accident de la route. D'abord plongé dans le coma, il reprend conscience quelques heures plus tard à l'hôpital. À la suite de cet accident, il lui est découvert une maladie du muscle cardiaque qui l'oblige à mettre un terme à sa carrière professionnelle avec effet immédiat.

## Palmarès

### Palmarès amateur
- 2011
  -  Champion de Belgique du contre-la-montre débutants
  - 2e du championnat de la province d'Anvers du contre-la-montre débutants
- 2012
  - Champion de la province d'Anvers du contre-la-montre juniors
  - 2e du championnat de Belgique sur route juniors
  - 3e du Tour des Flandres juniors
  - 6e du championnat du monde du contre-la-montre juniors
- 2013
  - Classement général du Keizer der Juniores
  - 2e du championnat de Belgique du contre-la-montre juniors
  - 2e de Paris-Roubaix juniors
  - 3e du championnat de la province d'Anvers du contre-la-montre juniors
  - 3e de La Philippe Gilbert Juniors
  - 3e du Circuit des régions flamandes juniors
- 2014
  - 3e étape de l'Arden Challenge
- 2015
  -  Champion de Belgique sur route espoirs
  - 2e du championnat de Belgique du contre-la-montre espoirs
  - 3e de Bruxelles-Opwijk
  - 3e de l'Olympia's Tour
- 2016
  -  Champion de Belgique du contre-la-montre espoirs
  - Prologue du Tour de Berlin (contre-la-montre par équipes)
  - 4e étape de la Ronde de l'Oise
  - 2e de Bruxelles-Opwijk
  - 2e du Kernen Omloop Echt-Susteren
  - 3e de Bruxelles-Zepperen
  - 3e de la Ronde de l'Oise
  - 3e de la Hill 60-Koers Zillebeke
  - 5e du championnat d'Europe du contre-la-montre espoirs
- 2017
  - Grand Prix Cham-Hagendorn

### Palmarès professionnel
- 2021
  - 7e de Gand-Wevelgem
- 2023
  - 3e étape de Paris-Nice (contre-la-montre par équipes)
  - 2e de Kuurne-Bruxelles-Kuurne

### Résultats sur les grands tours

#### Tour de France
2 participations
- 2022 : non-partant (20e étape)
- 2023 : 93e

#### Tour d'Espagne
2 participations
- 2019 : 114e
- 2021 : 82e

### Classements mondiaux
| Année                                 | 2015 | 2016 | 2017  | 2018  | 2019 | 2020 | 2021 | 2022 | 2023 |
| ------------------------------------- | ---- | ---- | ----- | ----- | ---- | ---- | ---- | ---- | ---- |
| UCI World Tour                        |      | nc   | nc    | 258e  |      |      |      |      |      |
| Classement mondial                    |      | 442e | 1194e | 459e  | 942e | 622e | 336e | 599e | 207e |
| UCI Europe Tour                       | 564e | 237e | 769e  | 1033e | 680e | 507e | 284e | 463e | nc   |
| UCI Asia Tour                         | nc   | nc   | nc    | 74e   |      |      |      |      |      |
|                                       |      |      |       |       |      |      |      |      |      |
| Légende : nc = non classéSource : UCI |      |      |       |       |      |      |      |      |      |

## Récompenses
- Vélo de cristal du meilleur équipier en 2023
- Trophée Flandrien du meilleur équipier en 2023